# Shigeharu Ueki
Shigeharu Ueki (植木 繁晴, Ueki Shigeharu), né le 13 septembre 1954 à Kawazaki dans la Préfecture de Kanagawa (Japon) et mort à Maebashi (Honshū) le 11 avril 2024, est un footballeur japonais.